# دلاگرده ارس
دلاگرده ارس (به ترکی آذربایجانی: Araz Dilağarda) یک منطقهٔ مسکونی در جمهوری آذربایجان است که در شهرستان فضولی واقع شده‌است. دلاگرده ارس ۲٬۸۵۱ نفر جمعیت دارد.